# Border Security: Australia's Front Line
Border Security: Australia's Front Line is een Australische televisieserie die wordt uitgezonden  op Seven Network. De serie volgt het werk van de ambtenaren van de Australische douane, de Australian Quarantine and Inspection Service, en het Department of Immigration and Citizenship.
Passagiers worden door de douane en andere ambtenaren gecontroleerd op allerlei zaken zoals het bezit van drugs, zwart geld, planten en zaden die niet ingevoerd mogen worden, valse papieren en andere niet geoorloofde zaken.
Het merendeel van de programma’s is gefilmd op de luchthavens van Sydney en Melbourne. Soms zijn er programmaonderdelen op andere locaties gemaakt zoals Brisbane Airport, Perth Airport, de havens, en internationale postcentra.
De serie wordt  uitgezonden in Nederland door Veronica, en is ook te zien in Nieuw-Zeeland, het Verenigd Koninkrijk, Ierland, Polen, Zweden, Finland en Denemarken.